# Sint-Jozefkerk (Drunen)
De Sint-Jozefkerk was een parochiekerk in de tot de Noord-Brabantse gemeente Heusden behorende plaats Drunen, gelegen aan de Brakenstraat 29.

## Geschiedenis
In de jaren '60 van de 20e eeuw breidde Drunen zich sterk uit. Men wilde zelfs vier nieuwe kerken bouwen waarvan de Sint-Jozefparochie de eerste zou zijn. In 1964 werd daartoe een noodkerk gebouwd. Tot een definitieve kerk is het echter nooit gekomen. In 1982 fuseerde de Sint-Jozefparochie alweer met de Sint-Lambertusparochie en werd de kerk onttrokken aan de eredienst om in 1990 te worden gesloopt.